# Buskerud
Buskerud ( ? i  escolteu-ne la pronunciació en noruec) és una regió tradicional, un antic comtat i un districte electoral de Noruega. El comtat va ser dissolt el 31 de desembre de 2019, quan va ser incorporat al nou comtat de Viken. Feia frontera amb els comtats d'Akershus, Oslo, Oppland, Sogn og Fjordane, Hordaland, Telemark i Vestfold, i s'estenia des del fiord d'Oslo i el fiord de Drammen al sud-est de l'altiplà de Hardangervidda. La capital n'era Drammen.
El 2016 tenia 277.684 habitants (2016). La seva superfície era de 14.919 km².

## Etimologia
El topònim del comtat prové del nom de l'antiga granja Buskerud (Buskerud Hovedgård, en nòrdic antic: Biskupsruð), situada a la riba oest del Drammenselva, al municipi de Modum. El primer element és el cas genitiu de Biskup ("bisbe": en referència al bisbe d'Oslo o d'Hamar). L'últim element és rud, que significa "netejar" o "granja". La granja de Buskerud és una de les més grans del comtat, i el nom original de la finca fou probablement Modum. En el moment de la Reforma (ca. 1536-1539), la finca va esdevenir propietat de la Corona, i des d'aleshores la granja llavors va servir com a residència dels oficials de justícia del rei fins al 1668.

## Geografia
Buskerud s'estén des d'Hurum, a fiord d'Oslo, cap a les muntanyes de Hallingdal i Hardanger. El comtat es divideix convencionalment en els districtes tradicionals. Aquests són Hallingdal, Numedal, Ringerike, Midt-Buskerud, -que va ser originalment part de Vestfold-, i Vingulmark occidental.

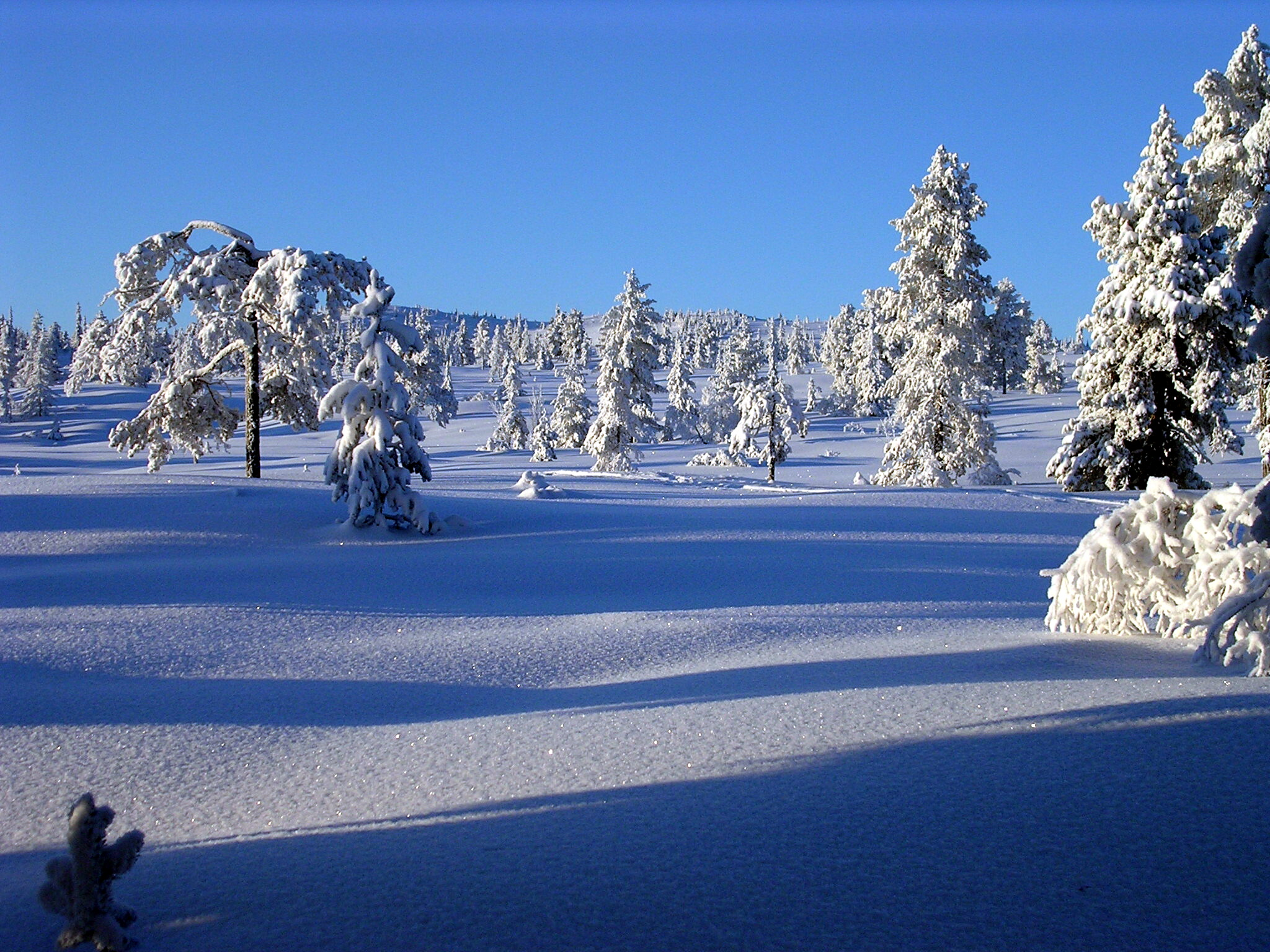
Hivern a Blefjell

El districte de Hallingdal consisteix en els municipis de Flå, Nes, Gol, Hemsedal, Ål i Hol. El districte de Numedal consisteix en els municipis de Flesberg, Rollag i Nore og Uvdal. Ringerike consta de Hole i Ringerike. Midt-Buskerud consisteix en Sigdal, Krødsherad i Modum. Vingulmark occidental consisteix en Hürrem i Røyken.
La part occidental de Buskerud és un altiplà muntanyós amb valls boscoses i pastures cobertes d'herba. La seva part oriental conté una conca de terres baixes amb molts llacs i rierols. Els llacs principals són Tyrifjorden i Krøderen. Numedalslågen, el tercer riu més llarg de Noruega, comença a Hordaland, va a través de Buskerud a Vestfold on arriba al mar, mentre que el riu Begna escombra al llac Sperillen.

## Història

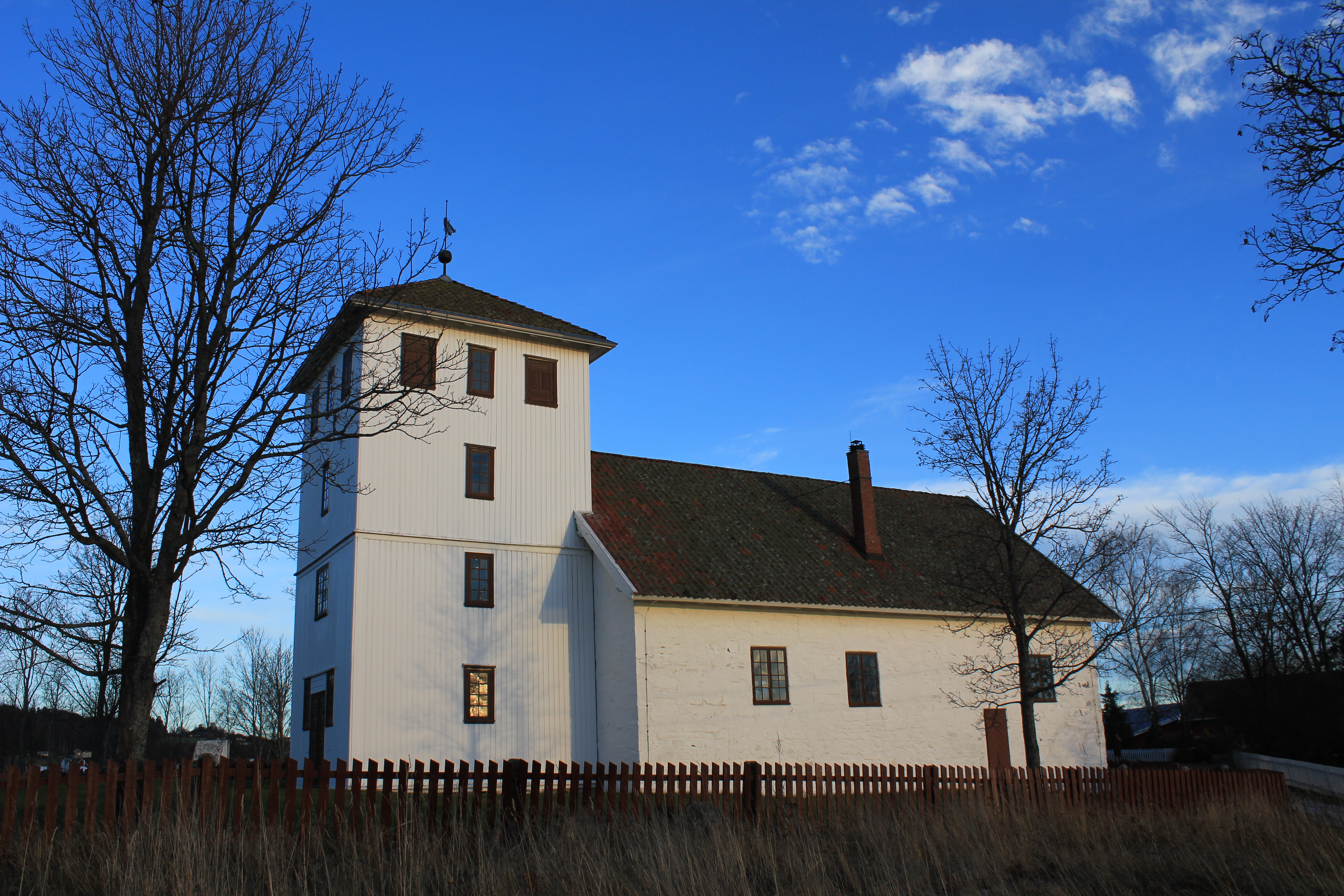
L'església de Bonses

Buskerud fou separat d'Akershus el 1685, però l'àrea del comtat era més petita que l'actual. Aleshores constava dels municipis de Flå, Gol, Hemsedal, Hol, Hole, Krodsherad, Modum, Nedre Eiker, Nes, Ringerike, Sigdal, Øvre Eiker i Al. La resta de municipis van ser transferits d'Akershus el 1760. El nom oficial fou Buskerud fylke fins al 1919. El municipi de Skoger fou traslladat de Vestfold a Buskerud el 1964.
Durant el segle xx, els reis de Noruega Olaf Haraldsson i Trygvason creixeren a Bønsnes, a Ringerike. Des del segle xvii s'extreia plata del municipi de Kongsberg, fins a cessar les mines el 1957. Aquest municipi tenia una important indústria d'armes, que actualment és substituïda per la indústria d'alta tecnologia.

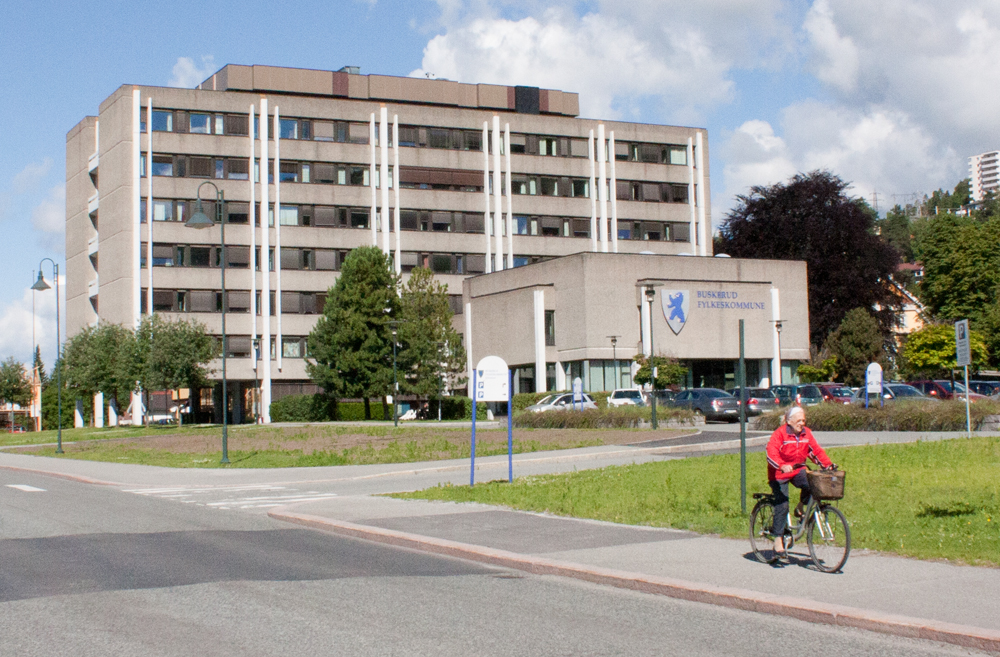
L'edifici del Consell de Buskerud.

### Escut d'armes
L'escut d'armes de Buskerud és relativament modern. Se'ls hi va concedir l'abril del 1966. Mostra un os blau, color simbòlic a la zona. El fons platejat de l'escut d'armes representa la indústria de plata de Kongsberg.

## Economia
Actualment l'agricultura, la silvicultura i altres indústries relacionades són les principals activitats econòmiques del comtat; la gran potència hidroelèctrica es produeix al riu Begna i als seus afluents. Buskerud compta amb la quantitat més gran d'arbres a Noruega. L'ingrés substancial es deriva de les indústries d'alta tecnologia ubicades a Kongsberg. D'altres ingressos significatius provenen de les àrees de la cabina al nord de Buskerud.

## Divisió administrativa

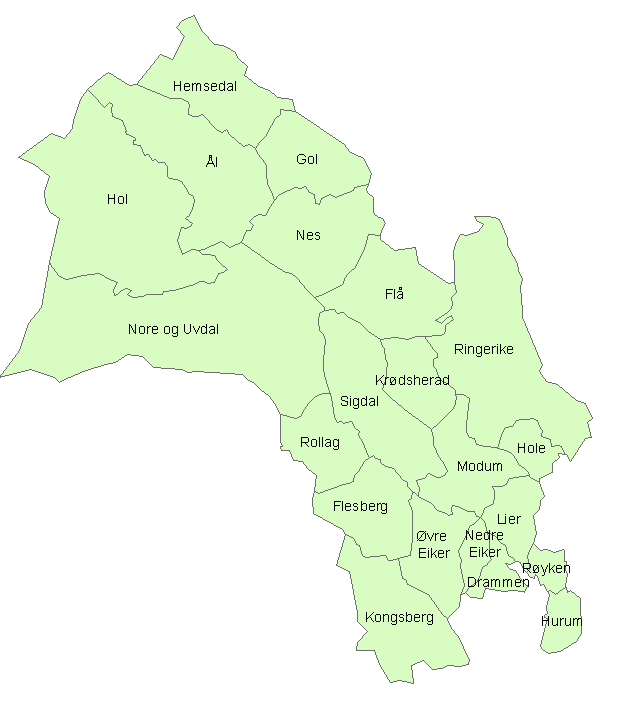
Municipis de Buskerud

El comtat de Buskerud està dividit en 21 municipis, dels quals el més poblat i capital del comtat és Drammen.
| Rang  | Nom           | Habitants | Àrea km² |
| ----- | ------------- | --------- | -------- |
| 1     | Drammen       | 67.895    | 136      |
| 2     | Ringerike     | 29.801    | 1.437    |
| 3     | Kongsberg     | 27.013    | 761      |
| 4     | Lier          | 25.731    | 283      |
| 5     | Nedre Eiker   | 24.431    | 116      |
| 6     | Røyken        | 21.492    | 112      |
| 7     | Øvre Eiker    | 18.205    | 421      |
| 8     | Modum         | 13.794    | 468      |
| 9     | Hurum         | 9.413     | 156      |
| 10    | Hole          | 6.767     | 135      |
| 11    | Ål            | 4.711     | 1.083    |
| 12    | Gol           | 4.578     | 517      |
| 13    | Hol           | 4.497     | 1.669    |
| 14    | Sigdal        | 3.512     | 813      |
| 15    | Nes           | 3.422     | 776      |
| 16    | Flesberg      | 2.699     | 542      |
| 17    | Nore og Uvdal | 2.548     | 2.281    |
| 18    | Hemsedal      | 2.422     | 715      |
| 19    | Krødsherad    | 2.275     | 341      |
| 20    | Rollag        | 1.404     | 484      |
| 21    | Flå           | 1.074     | 674      |
| Total | Buskerud      | 277.684   | 12.336   |